# El amarre
El amarre es una película de horror y Drama mexicana del año 2021 dirigida por Tamae Garateguy y producida por Lemon Films. Esteralizada por Vadhir Derbez en conjunto con Sofia Espinoza, la trama de la película sigue a Julieta, una joven mujer que tras realizar un hechizo de amor sobre un compañero de trabajo, termina por despertar el lado oscuro de su nuevo novio. 
Inicialmente planificada para estrenarse en cines, la película fue distribuida como un estreno exclusivo de Prime Video a raíz de un acuerdo entre la plataforma y su productora Lemon Films. Pese a su promoción limitada, la película fue eventualmente considerada como uno de los estrenos más vistos de la plataforma en México.

## Argumento
Durante una visita en un mercado, Julieta una joven mujer y su mejor amiga Elena, comienzan a buscar tiendas de brujería para conseguir polvos mágicos. Elena quiere comprar polvos para su desempeño laboral, tras recibir consejos de comprar en una tienda de nombre "Ven a mi", Elena consigue sus polvos y convence a Julieta de comprarse polvos de amor para usarlos en Daniel, un compañero de trabajo del que Julieta se siente atraída. Al día siguiente Julieta prueba los polvos en Daniel, pero es incapaz de llamar su atención mientras que Elena consigue una promoción de su trabajo. Tras celebrar en un bar el ascenso de Elena, una ebria y desanimada Julieta convence a Elena de volver a la tienda para probar otro tipo de magia. La dueña del negocio Santana en respuesta realiza un amarre de amor en un ritual pagano que incluye sacrificar un colibrí y usar una foto de Daniel.  
Al día siguiente el hechizo prueba ser efectivo cuando Daniel sigue a Julieta hasta su casa después del trabajo, donde los dos coquetean, se besan y eventualmente tienen relaciones. En un principio Julieta parece deleitada, pero comienza a notar diferentes señales como Daniel copiando las llaves de su departamento sin consultarla y las llamadas frecuentes de una mujer llamada Gabriela, quien pretende advertirle sobre Daniel, asegurando que no es quien parece ser. Un día en la oficina, Daniel comienza a comportarse celoso y posesivo, armando un escándalo frente a los demás tras observar lo que el interpreta a Julieta insinuándose con su jefe Marín. En respuesta a esto, Daniel es despedido de su trabajo. Más tarde Julieta es recibida en su departamento por un enfurecido Daniel que la culpa de su despido y la golpea en el rostro, por lo que Julieta se refugia en su cuarto mientras Daniel destruye su sala. 
Recordando las advertencias de Gabriela, Julieta intenta contactarse con ella solo para descubrir por parte de una conocida que sufrió de un accidente y se desconoce su estado actual. Asustada Julieta regresa con Santana para pedirle que deshaga el amarre, pero ella le advierte que no se puede deshacer ya que se trata de un poderoso hechizo que trasciende la vida y muerte. Al no recibir ayuda, Elena le sugiere que pase un día en una cabaña de su abuela en El Ajusco, por lo que ambas conducen por toda la tarde para pasar la noche allí. Daniel consigue rastrearlas al ponerse en contacto con una de sus amigas y durante la noche intenta atacar a Julieta, por lo que en compañía de Elena se defiende, matando aparentemente a Daniel en el proceso.  
Creyendo que no podrán explicar las circunstancias en las que asesinaron a Daniel, tanto Julieta como Elena toman su auto y lo incineran con el dentro para hacerlo pasar como un crimen anónimo. Al cabo de algunos días Julieta parece finalmente volver a ser la misma hasta que comienza a tener alucinaciones visuales y sonoras de Daniel, quien se le aparece con quemaduras y la amenaza con seguir atormentando. Si bien en un inicio Julieta cree que solo son alucinaciones subjetivas de su mente, al quedarse tarde en la oficina con Marín, comprueba horrorizada que Daniel es real cuando este ataca a Marín y lo asesina al arrojarlo por el ducto del elevador. Para cuando Elena se entera del incidente, va a ver a su amiga en su departamento donde ella se ha recluido asustada y con algunas heridas en su cara. 
Elena intenta llevarse a Julieta al hospital lo que incita a Daniel a levantarla en el aire y arrojarla por la ventana, matándola. Una desesperada Julieta huye hasta el mercado para buscar la guía de Santana y le suplica que le ayude a romper el amarre a lo que ella responde que existe un hechizo especial que le puede permitir cortar el amarre ella misma. Para lograrlo debe ir a la barrera entre la vida y la muerte donde se topará con el alma de Daniel, aun bajo el efecto del amarre que intentará hacer todo lo posible por distraerla para que se quede con él para siempre de tal forma que para ser libre Julieta tiene que cortar el amarre y volver a su cuerpo antes de que se apague el fuego durante la ceremonia. Julieta acepta realizar el hechizo con el que viaja hasta un plano donde Daniel le intenta impedir cortar el hilo que los vincula, Santana le advierte que dañar el amarre solo dañara su cuerpo. Julieta en respuesta se corta el dedo anular para librarse, pero cuando lo logra el fuego se apaga, condenándose a pasar toda la eternidad con Daniel.

## Elenco

### Principal
- Vadhir Derbez como Daniel
- Sofia Espinoza como Julieta[2]
- Fabiola Guajardo como Elena

### Secundario
- Ana Lucia Robleda como Gabriela
- Marisela García como Santana
- Jorge Gallegos como Martín

## Producción
La película inicio sus filmaciones desde mediados del año 2019 principalmente en locaciones de CDMX y El Ajusco, concretándose poco antes del inicio de la filmación de "el mesero", largometraje igualmente protagonizado por Derbez. El proyecto formó parte de un slate de proyectos enfocados en el horror junto con otras cintas como Animales Nocturnos y Juega Conmigo cintas dirigidas por Lex Oterga y Adrián García Bogliano.
El actor Vadhir Derbez quien no había trabajado en una película de horror antes del amarre aceptó participar en el proyecto para desafiarse, considerándose un fanático del cine de películas de horror. Por su lado Sofia Espinoza, que también fungió como productora ejecutiva aduló a la directora Garateguy al considerar que tocaba temas relevantes sociales en la cinta como la violencia de género haciendo referencia al rol de Ana Lucia Robleda como Gabriela, una mujer que sufre de una relación abusiva.

## Distribución
La película fue distribuida en varios países de Latinoamérica por el servicio de streaming Amazon Prime Video el 22 de octubre del 2021. La película fue adquirida por Amazon Prime Video de parte de Lemon Films después de que la pandemia por COVID 19 afectará el desempeño de las salas de cine en México, distribuyéndose exclusivamente a través de streaming. Debido a su distribución directa a streaming, la cinta no fue exhibida a prensa y críticos para su clasificación y se consideró que tuvo una promoción discreta.